# 茨木站

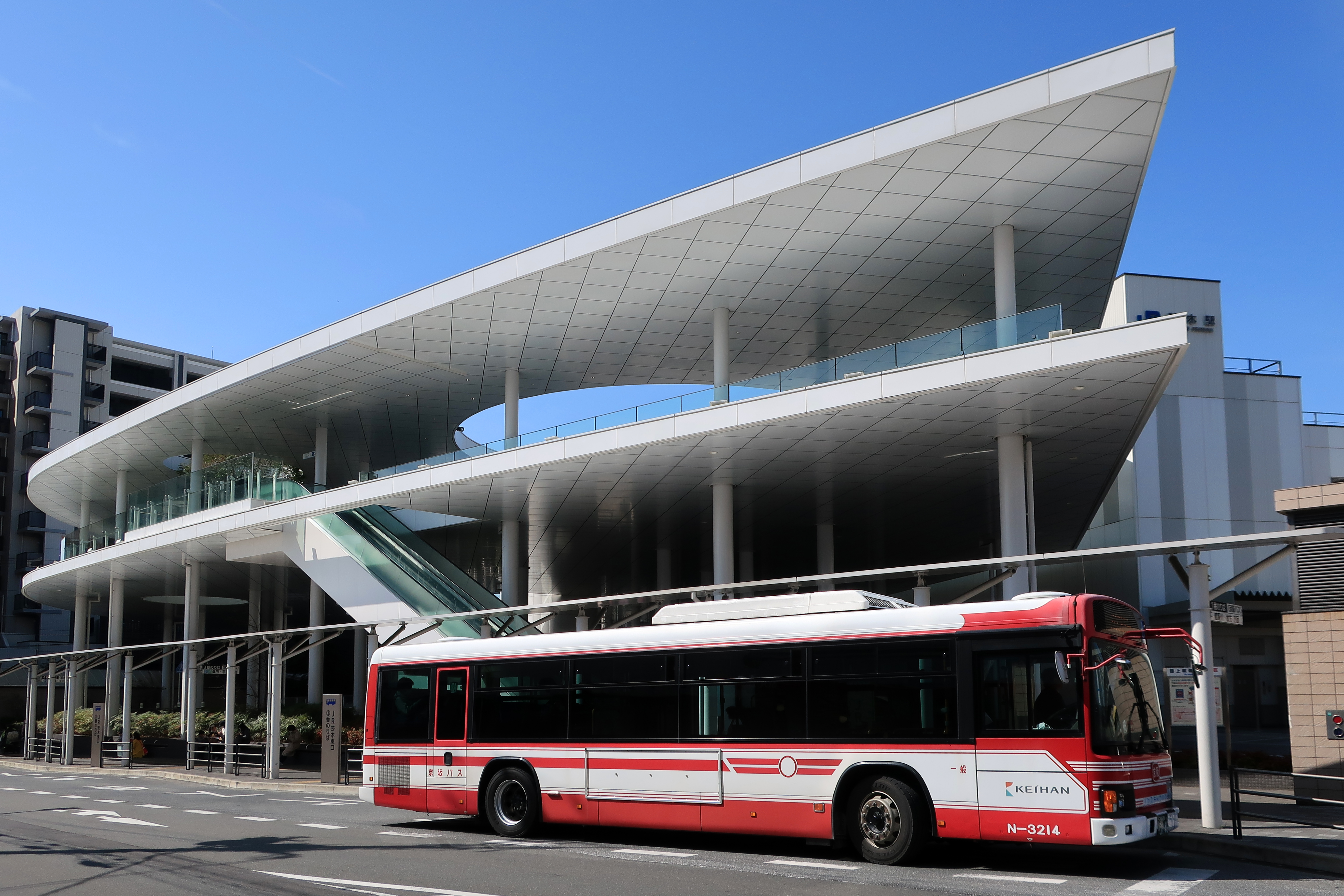
東口（2021年3月）

茨木站（日语：／ Ibaraki eki */?）是位於大阪府茨木市站前一丁目，西日本旅客鐵道（JR西日本）東海道本線（JR京都線）的車站。車站編號為JR-A41。

## 概要
此站為JR車站中最接近大阪萬博會場的車站，因此在巴士總站中發展規模較大。另外在新快速通過車站中，最為多使用人次車站。
此站距離阪急京都線茨木市站約1.5公里，步行需時約18分鐘。兩站之設有阪急巴士、近鐵巴士、京阪巴士連接。在轉乘阪急方面，攝津富田站或高槻站會較近。
曾有一段時間發表計劃把此站設定為為新快速停車站，但是JR西日本一方沒有正式公布，隨後也沒有跟進消息。但是，在時間表大幅混亂時，此站會成為新快速臨時停車站。

## 歷史
- 1876年（明治9年）8月9日 - 官設鉄道高槻站至大阪站之間開業，此站啟用。當時為旅客、貨物車站。
- 1895年（明治28年）4月1日 - 制定路線名稱。成為東海道線車站（在1909年改名為東海道本線）。
- 1969年（昭和44年）10月1日 - 現時的跨站式站房重建（第三代）。
- 1970年（昭和45年）3月14日 - 9月13日 - 隨著舉行日本萬國博覧會，成為快速臨時停車站。並設有別名為「萬博東口站」。自此直至萬博結束後，仍然成為快速停車站。
- 1976年（昭和51年）9月4日 - 此站與日本專賣公社・側線之間發生京阪100年號事故。
- 1986年（昭和61年）11月1日 - 終止貨物業務。
  - 日本煙草產業茨木工廠、東洋製罐（日语：東洋製罐）茨木工廠、札幌啤酒大阪工廠均仍設有專用線，進行貨物運輸服務。
- 1987年（昭和62年）4月1日 - 伴隨國鐵分割民營化，車站由西日本旅客鐵道（JR西日本）營運。
- 1988年（昭和63年）3月13日 - 制定路線別名「JR京都線」。
- 1990年（平成2年）4月1日〜9月30日 - 由於舉行國際花與綠博覽會，部分特急雷鳥臨時停站。
- 2002年（平成14年）7月29日 - 引入JR京都・神戶線運行管理系統（日语：アーバンネットワーク運行管理システム#JR京都・神戸線システム）。
- 2003年（平成15年）11月1日 - 此站可以使用IC卡ICOCA[2]。
- 2007年（平成19年）3月18日 - 更新車站自動廣播（日语：駅自動放送）。
- 2015年（平成27年）
  - 3月12日 - 引入進站音樂。
  - 3月16日 - 開始翻新工程。東出口平台（茨木Sky Palette）開始使用，東出口巴士月台工程完成。
- 2017年（平成29年）9月11日 - 閘內電梯開始使用。
- 2018年（平成30年）
  - 3月17日 - 引入車站編號並開始使用。
  - 4月1日 - 閘口外的連帶設施開幕，翻新工程完成[3][4]。
- 2019年（令和元年）5月17日 - 車站東南方的「VIERRA茨木新中條」開業[5]。

## 車站構造

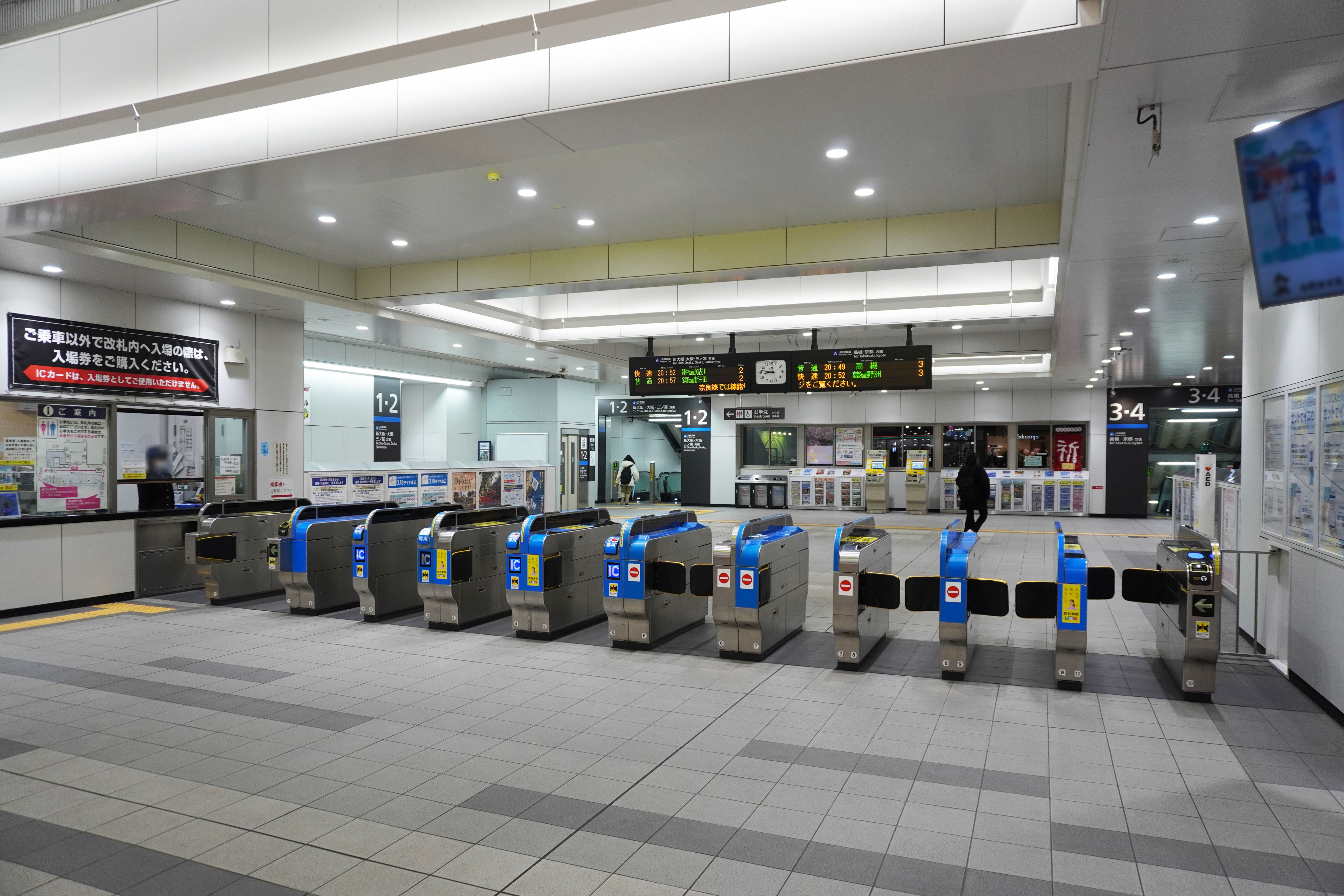
檢票口(2023年2月)

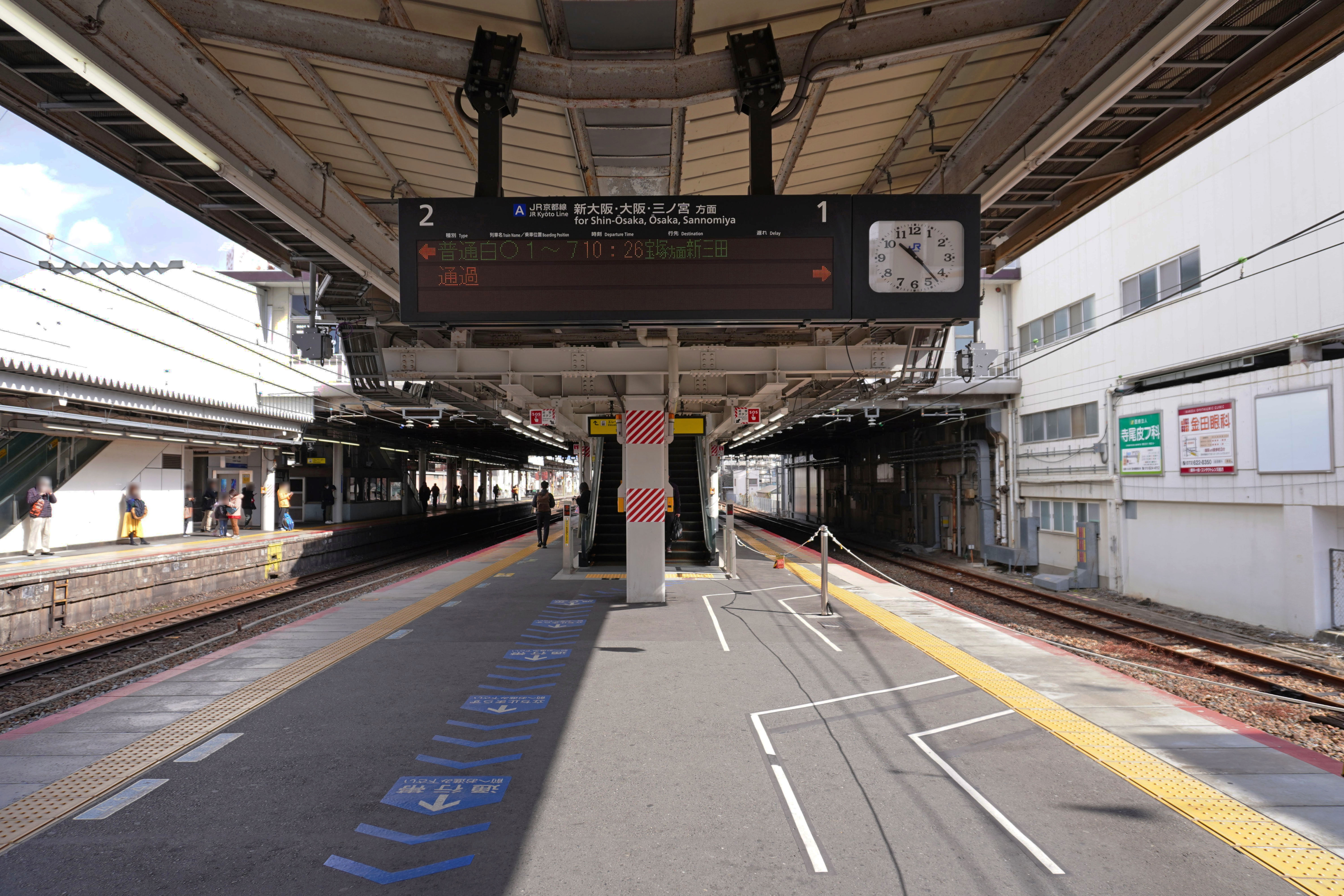
1號與2號月臺(2023年2月)

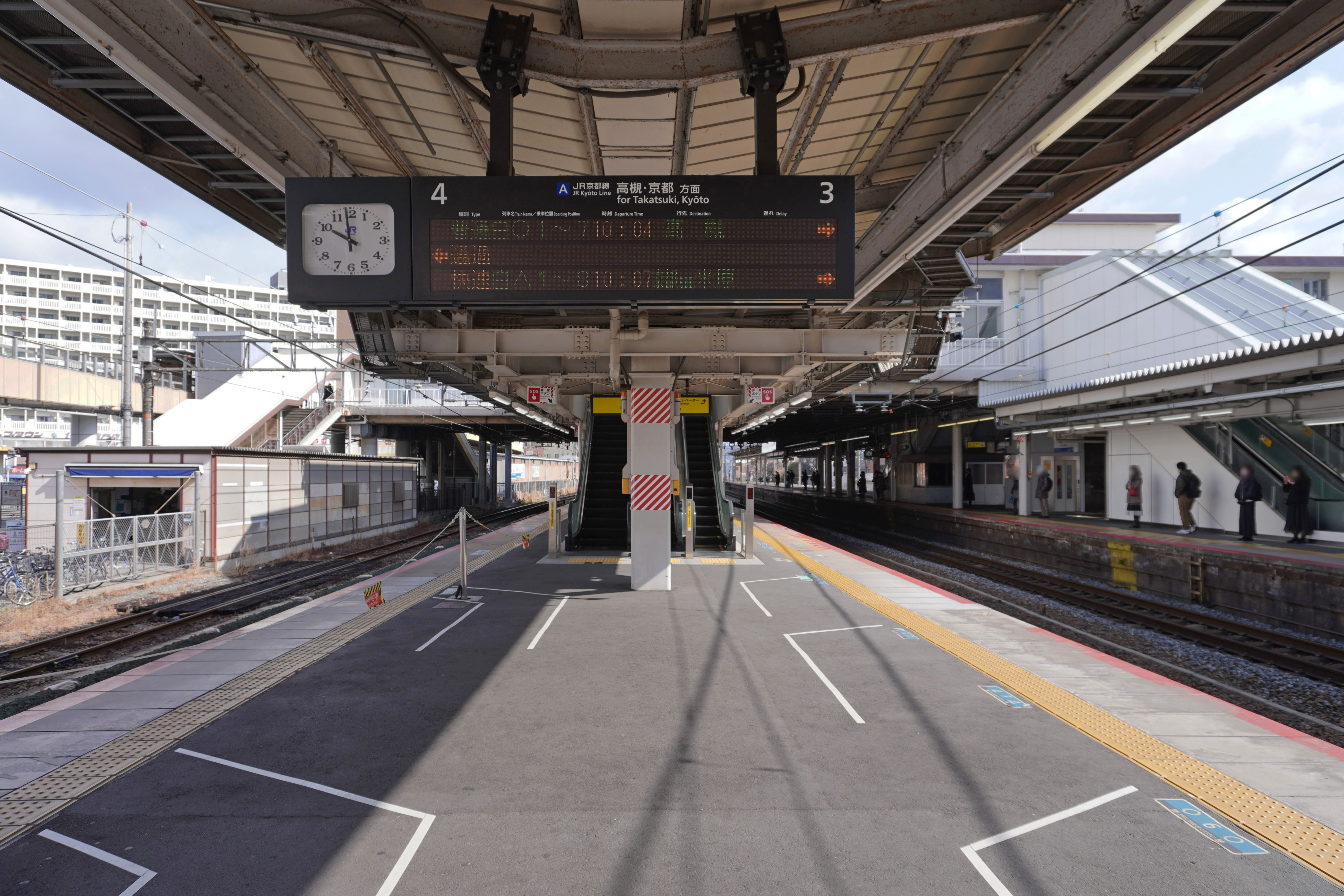
3號與4號月臺(2023年2月)

車站為一座地面車站，設有2面4線的島式月台，月台可容納12卡車廂，另設上下行設有待避線。此站與千里丘站之間設有貨物列車使用的路線分支，以連接吹田貨物終點站、梅田貨物線與北方貨物線。閘內設有廁所。
此站為直營車站，設有地區站長，由高槻站管理，並此站同時管理千里丘站。可使用ICOCA與互相使用的IC卡。

### 月台配置
| 月台 | 路線     | 方向 | 軌道   | 目的地                   | 備註                     |
| ---- | -------- | ---- | ------ | ------------------------ | ------------------------ |
| 1    | JR京都線 | 下行 | 外側線 | 新大阪、大阪、三之宮方向 | 平日早上部分快速班次使用 |
| 2    | JR京都線 | 下行 | 內側線 | 新大阪、大阪、三之宮方向 |                          |
| 3    | JR京都線 | 上行 | 內側線 | 高槻、京都方向           |                          |
| 4    | JR京都線 | 上行 | 外側線 | 高槻、京都方向           | 平日早上部分快速班次使用 |

- 以上的路線名是使用旅客資訊上的名稱（別名、愛稱）。
- 原則上使用2、3號月台。1、4號月台只於平日早上繁忙時間供快速列車停車，在其他時段中會以繩圍封。

### 時間表
在日間時段中，每小時設有12班（快速4班，普通8班）。在早上繁忙時段會較多班次。

### 在運輸系統上的稱呼
- 1號線（沒有月台（待避線））
- 2號線（1號月台，下行外側線（本線））
- 3號線（2號月台，下行內側線（本線））
- 4號線（3號月台，上行內側線（本線））
- 5號線（4號月台，上行外側線（本線））
- 6號線（沒有月台（待避線））
  - 1、6號線供向日町站至新大阪站、大阪站之間的不載客列車待避之用。

### 附帶設施
在閘口前的大堂設有自動售票機、綠色窗口。隨著車站改善工程，正面閘口遷移至旁邊。另外，2009年（平成21年）初，京阪資本的Juicer Bar店結業，隨後截至2010年（平成22年）4月，由年輪蛋糕店BEARD PAPA的工房開業。旁邊的空間為MISTER MINIT，在2013年（平成25年）初結業，在2014年起一年該空間為舞昆的小原，隨後為西式糕點店。但是，隨著車站改善工程，在2016年10月31日結業，同時，其他商店（Estacion Cafe、麵家、Kiosk）也結業，日本旅行(Tis) ）則暫停營業。
在閘內大堂設有麵包屋，在車站改善工程開始時結業。
在東出口樓梯下的Heart·in便利店以因為車站改善工程而結業。在西出口樓梯下設有租賃單車「車站輪君」。
隨後，在2018年春季此站的改善工程完成，以下店舗再次開業。
- 7-11 Heart·in（日语：ハートイン）
- Deli Cafe
- 麵家（日语：麺家）
- episode（時尚商品）
- cocokara fine（日语：ココカラファイン）（藥店）
- 日本旅行（日语：日本旅行）(2019年12月24日結業)

另外，此站設有廁所，在大阪府的JR車站內首批設有免費廁紙的廁所（僅次設關西機場站、大阪站為第三個車站）。

### 無障礙設施
在兩月台與閘口層之間設有升降機，在閘口層與地面（西出口、東出口）也設有升降機。在2017年（平成29年）9月11日起，兩月台與閘口層之間開始設有電梯。

## 使用情況
2018年（平成30年）度1日平均上車人次為48,966人，在JR西日本車站中僅次北新地站為第16位。在新快速通過站中最多人使用。
以下為近年1日平均上車人次列表：
| 年度               | 1日平均 上車人次 | 來源     |
| ------------------ | ---------------- | -------- |
| 1990年（平成02年） | 44,225           | [ * 1 ]  |
| 1991年（平成03年） | 44,582           | [ * 2 ]  |
| 1992年（平成04年） | 45,510           | [ * 3 ]  |
| 1993年（平成05年） | 45,840           | [ * 4 ]  |
| 1994年（平成06年） | 45,660           | [ * 5 ]  |
| 1995年（平成07年） | 46,898           | [ * 6 ]  |
| 1996年（平成08年） | 47,118           | [ * 7 ]  |
| 1997年（平成09年） | 45,816           | [ * 8 ]  |
| 1998年（平成10年） | 44,932           | [ * 9 ]  |
| 1999年（平成11年） | 44,367           | [ * 10 ] |
| 2000年（平成12年） | 44,961           | [ * 11 ] |
| 2001年（平成13年） | 45,805           | [ * 12 ] |
| 2002年（平成14年） | 44,810           | [ * 13 ] |
| 2003年（平成15年） | 45,314           | [ * 14 ] |
| 2004年（平成16年） | 45,318           | [ * 15 ] |
| 2005年（平成17年） | 45,237           | [ * 16 ] |
| 2006年（平成18年） | 45,648           | [ * 17 ] |
| 2007年（平成19年） | 45,502           | [ * 18 ] |
| 2008年（平成20年） | 45,688           | [ * 19 ] |
| 2009年（平成21年） | 44,799           | [ * 20 ] |
| 2010年（平成22年） | 44,387           | [ * 21 ] |
| 2011年（平成23年） | 44,091           | [ * 22 ] |
| 2012年（平成24年） | 44,319           | [ * 23 ] |
| 2013年（平成25年） | 45,194           | [ * 24 ] |
| 2014年（平成26年） | 44,432           | [ * 25 ] |
| 2015年（平成27年） | 48,122           | [ * 26 ] |
| 2016年（平成28年） | 48,626           | [ * 27 ] |
| 2017年（平成29年） | 49,010           | [ * 28 ] |
| 2018年（平成30年） | 48,966           |          |

## 車站周邊

### 西口
- 茨木商城（日语：茨木ショップタウン）（設有行人道連接）
  - Izumiya（日语：イズミヤ）
- MARUYASU（日语：マルヤス (大阪府)）
- 佐竹（日语：佐竹食品）（超市）
- 茨木市立春日丘小學（日语：茨木市立春日丘小学校）
- 茨木市立穗積小學（日语：茨木市立穂積小学校）
- 茨木警署（日语：茨木警察署）
- 茨木郵局（日语：茨木郵便局）
- 北大阪信用金庫（日语：北おおさか信用金庫）本店
- 日東電工茨木事業所
- AEON Mall茨木（日语：イオンモール茨木）（設有行人道連接）
  - 科樂美（KONAMI）體育（日语：コナミスポーツクラブ）
  - 茨木市立穗積圖書館（日语：茨木市立穂積図書館）
- 大阪府立春日丘高等學校（日语：大阪府立春日丘高等学校）
- 茨木市立殘障人士就業支援中心 樫之木園（日语：茨木市立障害者就労支援センター かしの木園）
- 大阪單軌電車線宇野邊站（距離1.3km） - 需步行近20分。並需要跨過幹線道路（中央環狀線（日语：大阪府道2号大阪中央環状線）），因此進行轉乘時需要注意。
- 大阪府濟生會茨木醫院（日语：大阪府済生会茨木病院）（東出口設有免費接送巴士）
- 飛龍山冥應寺（日语：辯天宗）（轉乘巴士）

### 東口
- 市營JR茨木站東出口停泊單車場
- 茨木市政廳
- 茨木市立養精中學（日语：茨木市立養精中学校）
- 茨木神社（日语：茨木神社）
- 阪急OASIS（日语：阪急オアシス）（停業中） - 2008年10月阪急日商Store（日语：阪急ニッショーストア）變更營業形式。
- Yamaya（日语：やまや）（Speed（日语：スピード (チェーンストア)）變更營業形式）、THE·大創
- Sundi（日语：サンディ (チェーンストア)）茨木站前店
- 安住寺
- 立命館大學大阪茨木校園（設有行人道連接）
  - 立命館茨木未來廣場
- 茨木市立中條小學（日语：茨木市立中条小学校）
- 大阪府立茨木高等學校（日语：大阪府立茨木高等学校）
- Hello Work（日语：公共職業安定所）茨木
- 茨木市消防本部（日语：茨木市消防本部）
- 茨木市立中條圖書館（日语：茨木市立中条図書館）

## 巴士路線
參考資料
在大阪單軌電車線

西出口巴士總站

啟用後，使用巴士前往萬博紀念公園的乘客大減，隨後萬博樂園也結業，前往該處的班次也大幅削減。但是，由於EXPOCITY開業，班次再次增加，隨後取消了平日班次，部分路線相繼取消。另外，在市立吹田足球場舉行J聯賽時，近鐵巴士設有臨時直達巴士，設西出口4號月台出發前往萬博紀念競技場。

### 西出口
此處設有阪急巴士、近鐵巴士、京阪巴士三間公司的巴士路線。在2015年（平成27年）11月27日起，隨著西出口站前廣場再開發項目，巴士月台有所變更。另外，在2016年12月5日起，本來4號月台的部分近鐵巴士路線，改在三菱日聯銀行前新設的11號月台出發。
升降機位置：西出口1～3號月台於茨木站前大廈側，西出口5～10號月台於車站西出口側，西出口4號月台沒有。
電梯：西出口11號月台。
西出口1～4號月台、11號月台、落客站前往車站西出口的天橋沒有上蓋。
1號月台
- 近鐵巴士
  - 21號（茨木線[八防]）往南攝津站（經阪急茨木市站、島南口）（只限平日）
  - 2號、12號、22號 往阪急茨木市站（經茨木市政廳）

2號月台
- 阪急巴士
  - （各系統）往阪急茨木市站（經茨木市政廳前）

3號月台
- 京阪巴士
  - 3號 往枚方市站北出口（經茨木市政廳前、阪急茨木、玉川橋團地、竹之内町（日语：京阪バス高槻営業所）、枚方大橋北詰）
  - 4A號 往白川二丁目（經茨木市政廳前、阪急茨木、玉川橋團地、白川三丁目）
  - 7號 往枚方市站北出口（經茨木市政廳前、阪急茨木、玉川橋團地、白川三丁目、竹之内町、枚方大橋北詰）
  - 7B號 往竹之内町（經茨木市政廳前、阪急茨木、玉川橋團地、白川三丁目）

4號月台（※所有班次只於星期六及假日服務。）
- 近鐵巴士
  - 100番（茨木線[EXPOCITY]）往萬博紀念公園站（EXPOCITY前）（經日本庭園前、記念公園南出口）

5號月台
- 近鐵巴士
  - 1、2號（茨木線[春日丘]）春日丘公園方向循環線（經北春日丘）

6號月台
- 近鐵巴士
  - 12號（茨木線[阪大]）往日本庭園前
  - 24號（茨木線[阪大]）往阪大本部前（經日本庭園前、阪大醫學部醫院前）※部分班次在阪大本部前可轉乘往茨木美穗丘
  - 25號（茨木線[阪大]）往茨木美穗丘・阪大本部前（經日本庭園前、阪大醫學部醫院前）

7號月台
- 阪急巴士
  - 92系統（石橋線）往阪急石橋阪大前站（經上穗積、中河原南口、宿川原、小野原、箕面高校前）
  - 95系統（茨木彩都線）往彩都西站（經上穗積、中河原南口、宿川原、清水、彩都朝木）

8號月台
- 阪急巴士
  - 90系統（石橋線）往郡山團地・茨木營業所（日语：阪急バス茨木営業所）前方向循環線/小野原（（經上穗積、中河原南口、宿川原）
  - 93系統（石橋線）往豐川四丁目（經上穗積、中河原南口、宿川原、郡山團地）
  - 不停站直接 往豐川一丁目

9號月台
- 阪急巴士
  - 81系統（忍頂寺車作線）往余野（豐能町）（經上穗積、中河原南口、上福井、千提寺口、忍頂寺、千提寺口、上音羽）
  - 85系統（忍頂寺車作線）往粟生團地（經上穗積、中河原南口、宿久庄、山之口）
  - 87系統（陽光鎮線）往茨木陽光鎮（經上穗積、中河原南口、上福井、茨木山手台七丁目）
  - 77系統（陽光鎮線）往茨木山手台七丁目（經茨木市政廳前、阪急茨木市站、田中、耳原、桑原橋、茨木陽光鎮）

10號月台
- 阪急巴士
  - 82系統（忍頂寺車作線）往追手門學院（日语：学校法人追手門学院）前（經中央圖書館（日语：茨木市立中央図書館）前、三咲町、耳原、安威團地）
  - 57系統（メゾン千里丘線）往阪急山田・千里中央（經Maison千里丘、山田樫切山）

11號月台
- 近鐵巴士
  - 14號（茨木線[弁天]）往茨木弁天前（日语：辯天宗）

### 東出口
此處設有近鐵巴士、京阪巴士兩間公司的巴士路線。也設有關空利木津巴士。
在2015年（平成27年）3月16日（京阪巴士為3月29日）起，東出口迴旋路再開發工程完成，巴士月台有所變更。
1號月台
- 京阪巴士
  - 12號 往寢屋川市站（西出口）（經市政廳南出口、阪急茨木南出口、目垣、上鳥飼北、攝南大學）
  - 12號 往上鳥飼北（經市政廳南出口、阪急茨木南出口、目垣）
    - 上鳥飼北行中，只於休學期（攝南大學沒有課堂日期）運行。在課堂日，設有班次經攝南大學往寢屋川市站（西出口）。

  - NS（臨時） 往攝南大學（中途只停阪急茨木南出口）
    - 在攝南大學假日課堂日或舉行校內活動（例如開放日或各種考試）時增設的臨時班次。
另外，當在平日早上於中途站不能乘坐通常班次時，將會開設臨時班次運行。

2號月台
- 近鐵巴士
  - 83號 水尾三丁目方向循環線往JR茨木東出口（經阪急茨木南出口，水尾三丁目→{{Translink|ja|大阪府立北摂つばさ高等学校|大阪府立北攝翼高等學校|北攝翼高校]]→桑田町）

3號月台
- 近鐵巴士
  - 84號 水尾三丁目方向循環線往JR茨木東出口（經阪急茨木南出口，桑田町→北攝翼高校→水尾三丁目）
  - 85號 水尾三丁目方向循環線往阪急茨木南出口（經阪急茨木南出口，桑田町→北攝翼高校→水尾三丁目，回程以阪急茨木南出口為終站）

5號月台
- 機場利木津巴士
  - 關西國際機場（關西機場交通（日语：関西空港交通）、大阪機場交通（日语：大阪空港交通）、近鐵巴士聯營）
- 曾經設有4號月台，該月台設有近鐵巴士84號、85號巴士線，由於該月台會影響5號月台機場利木津巴士停站，因此沒有巴士於4號月台出發。

### 校車、員工巴士
由於巴士月台空間有限，因此前往鄰近學校的校車與員工巴士不會在站前上客，改在較遠離車站的地方上客。
主要設有以下2處上下客點，均由茨木市管理。
- 茨木市上穗東町巴士總站（JR茨木駅西出口以北約600米。在春日1丁目路口附近）
- 茨木市松本町巴士總站（JR茨木駅西出口以西南約500米。在AEON Mall茨木北側）

## 相鄰車站
西日本旅客鐵道
 JR京都線（東海道本線旅客線）
■新快速
通過
■快速
高槻（JR-A38）－茨木（JR-A41）－新大阪（JR-A46）
■普通
JR總持寺（JR-A40）－茨木（JR-A41）－千里丘（JR-A42）
東海道本線貨物線（只有旅客通過列車。通稱「『遙』路線」）
茨木－（貨）吹田貨物終點站

### 內文
1. ↑  新快速、茨木に停まる？ＪＲ西が検討　大学・新スタジアムなど開業見据え　強みのスピードと兼ね合いが課題 （页面存档备份，存于） - 產經新聞 2014年8月16日
2. ↑  「ICOCA」いよいよデビュー! 〜 平成15年11月1日（土）よりサービス開始いたします 〜（互聯網檔案館） - 西日本旅客鐵道新聞發布 2003年8月30日
3. ↑  . 交通新聞 (交通新聞社). 2018-04-11: 1.
4. ↑  JR京都線 茨木駅 リニューアル工事が完成 （页面存档备份，存于） - 西日本旅客鐵道 2018年4月1日
5. ↑  VIERRA茨木新中条 5月17日（金曜日）オープン （页面存档备份，存于） - 西日本旅客鉄道新聞發布 2019年5月10日
6. ↑  『鉄道ジャーナル』2010年11月號、日本縱斷各站停車
7. ↑  Tis茨木支店 （页面存档备份，存于） - 日本旅行
8. ↑  東海道本線（JR京都線）茨木駅改良計画について （页面存档备份，存于） - 西日本旅客鐵道新聞發布 2014年2月24日
9. ↑  JR茨木駅前 （页面存档备份，存于） - 近鐵巴士
10. ↑  路線バス　行先・ダイヤ選択 （页面存档备份，存于） - 阪急巴士
11. ↑  主なのりば：JR茨木 （页面存档备份，存于） - 京阪巴士
12. ↑  ホームスタジアム／アクセス　市立吹田サッカースタジアム （页面存档备份，存于） - 大阪飛腳
13. ↑  JR茨木駅西口駅前広場のバス乗り場変更のお知らせ （页面存档备份，存于） - 茨木市政廳建設部道路交通課
14. ↑  JR茨木駅西口駅前広場のバス乗り場を一部変更します （页面存档备份，存于） - 茨木市政廳建設部道路交通課
15. ↑  JR京都線、摂津富田～茨木駅間新駅の駅名決定について （页面存档备份，存于）- 西日本旅客鐵道新聞發布 2017年8月8日

### 使用情況
1. ↑  大阪府統計年鑑 （页面存档备份，存于） - 大阪府
2. ↑  茨木市統計書 （页面存档备份，存于） - 茨木市

JR西日本
1. 1 2   (PDF).   [2019-09-26]. （原始内容 (PDF)存档于2019-09-26）.
2. ↑   (PDF).   [2019-09-26]. （原始内容 (PDF)存档于2019-05-31）.

大阪府統計年鑑
1. ↑  大阪府統計年鑑（平成3年）PDF
2. ↑  大阪府統計年鑑（平成4年）PDF
3. ↑  大阪府統計年鑑（平成5年）PDF
4. ↑  大阪府統計年鑑（平成6年）PDF
5. ↑  大阪府統計年鑑（平成7年）PDF
6. ↑  大阪府統計年鑑（平成8年）PDF
7. ↑  大阪府統計年鑑（平成9年）PDF
8. ↑  大阪府統計年鑑（平成10年）PDF
9. ↑  大阪府統計年鑑（平成11年）PDF
10. ↑  大阪府統計年鑑（平成12年）PDF
11. ↑  大阪府統計年鑑（平成13年）PDF
12. ↑  大阪府統計年鑑（平成14年）PDF
13. ↑  大阪府統計年鑑（平成15年）PDF
14. ↑  大阪府統計年鑑（平成16年）PDF
15. ↑  大阪府統計年鑑（平成17年）PDF
16. ↑  大阪府統計年鑑（平成18年）PDF
17. ↑  大阪府統計年鑑（平成19年）PDF
18. ↑  大阪府統計年鑑（平成20年）PDF
19. ↑  大阪府統計年鑑（平成21年）PDF
20. ↑  大阪府統計年鑑（平成22年）PDF
21. ↑  大阪府統計年鑑（平成23年）PDF
22. ↑  大阪府統計年鑑（平成24年）PDF
23. ↑  大阪府統計年鑑（平成25年）PDF
24. ↑  大阪府統計年鑑（平成26年）PDF
25. ↑  大阪府統計年鑑（平成27年）PDF
26. ↑  大阪府統計年鑑（平成28年）PDF
27. ↑  大阪府統計年鑑（平成29年）PDF
28. ↑  大阪府統計年鑑（平成30年）PDF

## 外部連結
- 茨木｜車站資訊：JR出門網 - 西日本旅客鐵道